# Brachymenium robertii
Brachymenium robertii är en bladmossart som beskrevs av Brotherus 1918. Brachymenium robertii ingår i släktet Brachymenium och familjen Bryaceae. Inga underarter finns listade i Catalogue of Life.